# Indische Badmintonmeisterschaft 1977/78
Die Indische Badmintonmeisterschaft der Saison 1977/1978 fand Anfang 1978 in Panaji statt. Es war die 42. Austragung der nationalen Titelkämpfe im Badminton in Indien.

## Finalergebnisse
| Disziplin    | Sieger                      | Finalist       | Ergebnis   |
| ------------ | --------------------------- | -------------- | ---------- |
| Herreneinzel | Prakash Padukone            | Davinder Ahuja | 15-0, 15-6 |
| Dameneinzel  | Kanwal Thakar Singh         | Ami Ghia       |            |
| Herrendoppel | Prakash Padukone Leroy D’sa |                |            |
| Damendoppel  | Latha Kailash Noreen Padua  |                |            |
| Mixed        | P. G. Chengappa Uma Moorthy |                |            |